# Carona (Lombardei)
Carona ist eine italienische Gemeinde (comune) mit 282 Einwohnern (Stand 31. Dezember 2023) in der Provinz Bergamo, Region Lombardei.

## Geographie

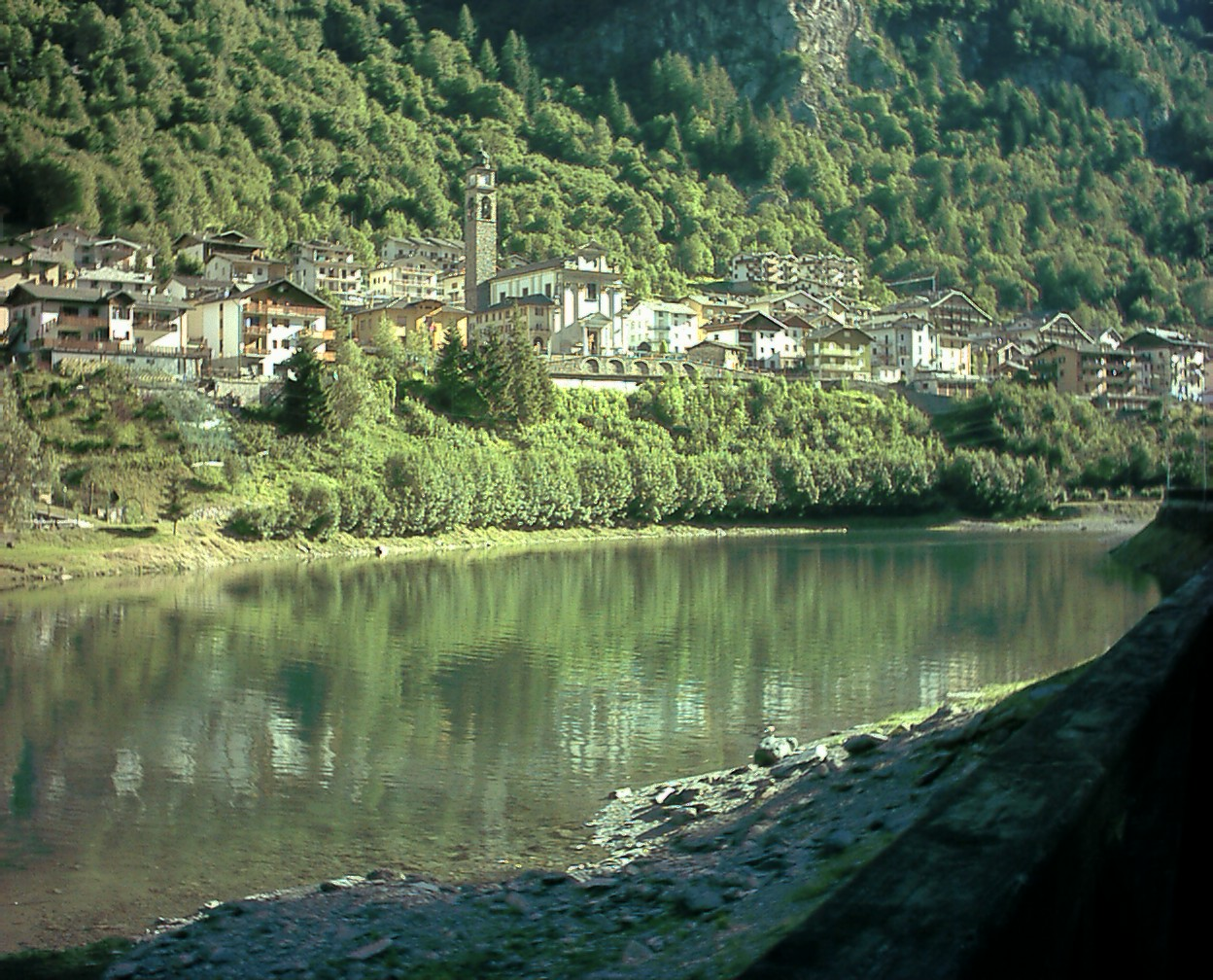
Carona

Carona liegt im oberen Brembanatal 53 km nördlich der Provinzhauptstadt Bergamo und 80 km nordöstlich der Metropole Mailand. Sie gehört der Comunità Montana Valle Brembana wie auch dem Parco delle Orobie Bergamasche an. Ortsteile sind Porta, Fiumenero und Pagliari.
Die Nachbargemeinden sind Branzi, Caiolo (SO), Foppolo, Gandellino, Piateda (SO), Valbondione, Valgoglio und Valleve.

## Sehenswürdigkeiten
- Die Kirche San Gottardo (Schutzpatron vor Erdrutschen und Lawinen). Trotz anhaltenden Bevölkerungsrückgangs wurden die Kirche und etwa die Hälfte aller Häuser des Ortes vor Kurzem renoviert.

- Die Pfarrkirche San Giovanni Battista entstand im 15. Jahrhundert. Im Inneren gibt es drei Altäre mit Stuck und Fresken von hohem Wert, erstellt von lokalen Künstlern.

- Die Kirche San Giovanni Decollato, die im Jahre 1450 geweiht wurde.